# Mark Ulano
Mark Ulano (* 12. Juni 1954 in New York City) ist ein mehrfach ausgezeichneter US-amerikanischer Tontechniker und Preisträger des Oscar für den besten Ton. Er wurde dreimal bei den BAFTA Awards nominiert und arbeitet bereits seit über 21 Jahren mit Quentin Tarantino zusammen.

## Leben
Ulano arbeitet seit 1975 in Film und Fernsehen und war bisher an der Tonmischung von mehr als 100 Produktionen beteiligt. Er gehört zu den Preisträgern des Oscar im Bereich "Bester Ton" für den Film Titanic (1997). 2010 wurde er für seine Arbeit an Inglourious Basterds erneut nominiert. Seit 1981 ist er mit Patrushkha Mierzwa verheiratet.

## Auszeichnungen
Oscar
- 1998: Preisträger – Bester Ton für Titanic, gemeinsam mit Gary Rydstrom, Tom Johnson und Gary Summers.
- 2010: Nominierung – Bester Ton für Inglourious Basterds, gemeinsam mit Michael Minkler und Tony Lamberti.
- 2020: Nominierung – Bester Ton für Ad Astra - Zu den Sternen, gemeinsam mit Tom Johnson und Gary Rydstrom.
- 2020: Nominierung – Bester Ton für Once Upon a Time in Hollywood, gemeinsam mit Christian P. Minkler und Michael Minkler.

British Academy Film Award
- 1998: Nominierung – Bester Ton für Titanic
- 2004: Nominierung – Bester Ton für Kill Bill – Volume 1
- 2013: Nominierung – Bester Ton für Django Unchained

Satellite Awards
- 2004: Nominierung –  Bester Tonschnitt für Kill Bill – Volume 1
- 2009: Nominierung –  Bester Tonschnitt für Terminator: Die Erlösung
- 2011: Nominierung –  Bester Tonschnitt für Super 8
- 2019: Nominierung –  Bester Tonschnitt für Once Upon a Time in Hollywood

## Filmografie (Auswahl)
- 1982: Der Android
- 1982: Time Walker
- 1983: Space Raiders – Die Weltraumpiraten
- 1985: Freitag der 13. – Ein neuer Anfang
- 1987: Quatermain II – Auf der Suche nach der geheimnisvollen Stadt
- 1989: Friedhof der Kuscheltiere
- 1995: Desperado
- 1995: Waterworld
- 1996: From Dusk Till Dawn
- 1997: Titanic
- 1997: Jackie Brown
- 1998: Jack Frost
- 1999: Stuart Little
- 2001: Spy Kids
- 2002: The Majestic
- 2003: Kill Bill – Volume 1
- 2003: Master & Commander – Bis ans Ende der Welt
- 2004: Kill Bill – Volume 2
- 2005: Zathura – Ein Abenteuer im Weltraum
- 2006: Rocky Balboa
- 2007: Death Proof – Todsicher
- 2008: Iron Man
- 2009: Terminator: Die Erlösung
- 2009: Inglourious Basterds
- 2010: Iron Man 2
- 2011: Super 8
- 2011: Cowboys & Aliens
- 2012: Django Unchained
- 2015: The Hateful Eight
- 2019: Once Upon a Time in Hollywood
- 2019: Ad Astra – Zu den Sternen